# مصنع أديسون للإضاءة
أنشأ شركة اديسون للإضاءة توماس إديسون في 17 ديسمبر عام 1880، لبناء محطات توليد الكهرباء، في البداية في مدينة نيويورك. وكانت الشركة النموذج الأولي لشركات الإضاءة الأخرى التي تم تأسيسها في الولايات المتحدة خلال عقد 1880:
- 4 سبتمبر عام 1882، مانهاتن – أديسون أول المحطة المركزية، افتتحت محطة شارع بيرل في 257 شارع بيرل.
- خريف عام 1882، شاموكين, بنسلفانيا – اسست شركة اديسون للاضاءه الكهربائيه لشاموكين.
- 4 يوليو 1883, صنبيري, بنسلفانيا – افتتاح المحطة المركزية لأول ثلاثة أسلاك (DC) لمصباح اديسون، الذي حضره اديسون نفسه.
- 1 أكتوبر 1883, بروكتون، ماساتشوستس – مصنع ثلاثة أسلاك أصبح قادر على توفير حوالي 1600 مصباح.[2] الآن المدرجة في السجل الوطني للأماكن التاريخية.
- 17 نوفمبر / تشرين الثاني عام 1883، كارمل ماونت، بنسلفانيا – وجدت شركة اديسون للإضاءة الكهربائية لكارمل ماونت. كان هذا أول مصنع عزل كهربائي في العالم (أي، كارمل ماونت كانت أول مدينة مضاءة حصرا بالكهرباء); 38 مصابيح القوس و50 مصباحمصباح متوهج متوهج أقيمت في وسط الحي التجاري. كما أنها كانت خامس مصنع توليد الكهرباء التي شيدت على نظام اديسون.
- 1885 – جهزت شركة اديسون للاضاءه الكهربائيه لتاماكوا، تاماكوا، بنسلفانيا، مع الجيل الثالث للمصابيح المتوهجة لنظام إضاءة البلدية.

في عام 1891، هنري فورد أصبح مهندسا مع شركة اديسون للإضاءة، وتمت ترقيته إلى رئيس المهندسين في عام 1893.
شركة اديسون للإضاءة تم شراؤها من قبل الموحدة الغاز في وقت ما بين 1898 و1901. في عام 1936، مع تفوق مبيعات الكهرباء على مبيعات الغاز، غيرت الشركة اسمها إلى اديسون الموحدة.